# 敖德薩國家科學圖書館
敖德薩國家科學圖書館（烏克蘭語：Одеська національна наукова бібліотека）是位於烏克蘭敖德薩的公共圖書館，於1829年建立 ，1907年遷至現址。現有的希臘復興式建築由建築師Fyodor Nesturkh設計。歷史上該圖書館曾多次更名，最近一次於2015年更名為現名。圖書館藏書超過500萬冊，其中包含稀有文本20萬冊。